# Abroscopus albogularis
Abroscopus albogularis е вид птица от семейство Cettiidae. Видът е незастрашен от изчезване.

## Разпространение
Среща се в Бангладеш, Бутан, Китай, Индия, Лаос, Мианмар, Непал, Тайван, Тайланд, и Виетнам.